# Xénia Siska
Xénia Siska (née le 3 novembre 1957 à Budapest) est une athlète hongroise spécialiste du 100 mètres haies. 

## Biographie

### Palmarès
| Date | Compétition                    | Lieu     | Résultat | Performance |         |
| ---- | ------------------------------ | -------- | -------- | ----------- | ------- |
| 1975 | Championnats d'Europe juniors  | Athènes  | 3e       | 100 m haies | 14 s 07 |
| 1981 | Championnats d'Europe en salle | Grenoble | 6e       | 50 m haies  | 7 s 02  |
| 1985 | Jeux mondiaux en salle         | Paris    | 1re      | 60 m haies  | 8 s 03  |

### Records
| Épreuve          | Performance | Lieu     | Date         |
| ---------------- | ----------- | -------- | ------------ |
| 100 mètres haies | 12 s 76     | Budapest | 20 août 1984 |